# 재료역학
재료역학(材料力學, 영어: mechanics of materials 또는 strength of materials)은 기계, 건축물, 다리 따위의 구조물을 이루는 재료의 역학적 성질을 연구하는 학문이다. 재료역학의 주 목적은, 구조물의 안전한 설계에 있어서 핵심이 되는 거동 해석을 위해 필요한, 구조물 및 그 부재들에 작용하는 하중에 따른 응력, 변형과 변형률을 결정하는 것이다.
재료역학은 응용역학의 분야로서 여러 종류의 하중에 대한 고체의 거동을 다루는 학문이다. 여기서 고체란 보통 공학 재료로 사용되는 축하중(axial load)이나 비틀림을 받는 봉, 굽힘을 받는 보, 압축을 받는 기둥 등을 뜻한다. 일반적으로 질점이나 강체를 다루는 정역학이나 동역학과 비슷하지만, 그 다루는 대상이 다르다. 재료역학은 토목공학, 기계공학, 건축공학 등의 여러 공학 분야와 관련이 있다. 보통 보, 기둥, 축과 같은 구조 부재의 응력과 변형을 계산하기 위해 다양한 방법을 참고한다. 이러한 방법들은 구조물에 작용 하중가 가해졌을 때의 반응과 그 항복강도(en:yield strength), 극한강도(en:ultimate strength), 영률, 푸아송비 따위의 물질의 특성을 고려하는 다양한 파괴 유형의 실현 가능성을 예상하기 위해 동원된다. 또한 기계적 요소의 거시적인 특성들, 즉 그 길이, 너비, 강도, 경계 조건 같은 기하학적 특성들과 구멍과 같은 기하학상의 급격한 변화가 고려된다.
완전한 형태의 이론은 구조의 1차원, 2차원적인 부재들의 작용을 고려하면서 형성되기 시작했는데, 부재에 작용하는 응력의 상태는 2차원적으로 근사될 수 있고, 그리고는 자재의 탄성, 소성 작용에 대한 보다 완전한 이론을 만들어내기 위해 3차원상으로 일반화시킬 수 있다. 스테판 티모셴코는 재료역학을 설립하는 데 제일 큰 영향을 끼친 선구자이다.

## 정의
재료역학에서 재료의 강도는 파괴나 소성 변형(plastic deformation) 없이 작용 하중(applied load)을 견딜 수 있는 능력이다. 재료역학에서는 재료에 작용하는 힘과 그 결과 나타나는 변형을 다룬다. 기계적인 부재에 적용된 하중은 물체 안에 응력이라 불리는 내력(internal force)을 발생시키며 응력은 단위체(unit basis) 상에서 표현된다. 재료에 작용하는 응력은 다양한 형태의 변형을 유발하며, 이는 결국 재료를 완전히 파괴시킨다. 재료의 변형은 단위체 상에서 표현될 경우 변형률(strain)이라 불린다. 하중은 축상(압력, 장력) 혹은 회전상(전단력)으로 가해질 수 있다. 기계적인 재료에서 생겨나는 응력과 변형은 그 부재의 작용 하중 용량을 측정하기 위해 반드시 계산해야 한다. 이를 위해서는 부재의 기하학적 특성, 제한조건, 작용 하중, 물질적 특성에 대해 완전히 파악하고 있어야 한다. 이렇게 완전히 피악하고 나면 부재의 어떤 부분이든 응력과 변형을 계산할 수 있다. 일단 부재의 응력과 변형을 파악하고 나면, 부재의 강도(작용 하중 용량), 변형(강성의 품질), 안전성(원래의 배열을 유지하는 능력)을 계산할 수 있다. 그 다음 계산된 응력을 재료 항복(material yield), 극한강도 등의 부재의 강도의 척도와 비교할 수 있다. 계산된 부재의 휨은 부재의 용도에 기반한 휨 기준(deflection criteria)들과 비교할 수 있다. 계산된 부재의 좌굴 하중은 작용 하중과 비교할 수 있다. 계산된 부재의 강성과 질량 분포는 부재의 동적 반응을 계산하고 부재가 사용될 acoustic environment(음향적 환경??)과 비교하는 데 활용할 수 있다.
재료의 강도는 그 이상 부하를 가하면 하중을 제거하더라도 이전과 같은 형태로 완전히 돌아오지 못해 부재가 영구적으로 휘어질 정도로 변형되는 응력-변형도 선도 위의 어떤 점(항복 강도)을 의미한다. 극한강도는 부재의 응력이 도달할 수 있는 최대치를 나타낸다. 파괴강도는 부재가 파괴되는 최소 응력 수치를 나타낸다.

### 하중 종류
- 횡하중(Transverse loading) — 작용 하중은 부재의 종축(longitudinal axis)과 평행선상에 있다. 횡하중은 부재가 휘고 변형되어, 부재가 휨에 따라 내부의 장력, 압력 변형을 야기한다.[1] 횡하중은 전단력을 야기하여 전단변형을 유발하고 부재의 횡변형을 증가시킨다.
- 축하중(Axial loading) — 작용 하중은 부재의 종축과 동일선상에 있다. 축하중은 부재가 늘어나거나 줄어들도록 한다.[2]
- 회전하중(Torsional loading) — 비틂 작용은 평행한 평면에 크기가 같고 방향이 반대인 외력쌍 또는 한 쪽 끝이 고정되어 회전을 막는 부재에 적용된 하나의 외력으로 인해 발생한다.

### 응력 용어

a) 압력, b) 장력, c) 전단력이 가해진 재료.

단축 응력(Uniaxial stress)은 다음과 같이 표현된다.
{\displaystyle \sigma ={\frac {F}{A}}}
F는 영역 A [m2]에서 작용하는 힘[N]이다. 영역은 변형된 것일 수도 아닐 수도 있으며, 공칭응력(en:engineering stress)이나 진응력(true stress) 중 어느 쪽을 적용할 것인지에 따라 결정된다.
- 압축응력 (또는 압축 (물리))는 작용 하중의 축을 따라 재료(압축재)의 길이를 줄이는 방향으로 작용하는 작용 하중이 야기하는 응력의 유형인데, 즉 재료를 짓누를 때 생겨나는 응력의 유형이다. 단순히 압축의 예를 들자면 위아래로 짓누르는 힘이 작용하면 재료는 위아래로 압축된다. 재료의 압축 강도는 대개 그 인장 강도보다 높다. 하지만 압축된 상태의 구조는 좌굴과 같은 또다른 붕괴 유형의 가능성에 직면하는데, 이는 자재의 기하학적 특성에 좌우된다.
- 인장응력(en:Tensile stress)은 작용 하중의 축을 따라 재료의 길이를 늘리는 방향으로 작용하는 작용 하중이 야기하는 응력의 유형인데, 즉 재료를 잡아당길 때 생겨나는 응력의 유형이다. 단면적이 같다면 모양이 어떻든 구조물의 인장 강도는 동일하다. 장력이 가해진 재료는 재료의 결함이나 급격한 기하학적 변화 등의 응력집중(en:stress concentration)에 취약하다. 대부분의 금속 등의 연성 재료는 어떤 종류의 결함을 견딜 수 있는 반면 세라믹 등의 취성 재료는 고유한 극한 강도 이하에서도 파괴될 수 있다.
- 전단응력은 재료를 통한 평행한 작용선(lines of action)을 따라 반대로 작용하는 한 쌍의 힘이 야기하는 응력의 유형인데, 즉 맞닿은 두 표면의 미끄러짐이 야기하는 응력이다. 예를 들면 가위로 종이 자르기[4]나 회전 하중으로 인한 응력 따위가 있다.

### 강도 용어
재료의 기계적인 특성에는 항복강도, 인장강도, 피로강도, 균열저항성 등등이 있다.
- 항복강도는 재료의 영구적인 변형을 유발하는 최소 응력이다. 알루미늄 합금 따위의 몇몇 재료의 경우 항복점을 잡기 어려우므로 보통 항복점을 유발하는 데 필요한 응력으로 정의한다. 이는 0.2% 내력(0.2% proof stress)이라고 불린다.[6]

- 압축강도는 연성 파괴(이론적으로는 무한한 항복)나 취성 파괴(균열이 번져 파열, 약한 평면을 따라 미끄러짐 — 전단강도를 참고하라)의 형태로 재료의 파괴를 초래하는 압축응력의 한계점을 의미한다.
- 인장강도(en:tensile strength)는 연성파괴(파괴의 첫 번째 단계에서 항복하고, 두 번째 단계에서 조금 단단해지고, 이후에 네킹(necking)하거나 하지 않고 부숴짐)나 취성파괴(낮은 응력 상태에서 갑자기 여러 개의 조각으로 부숴짐)의 형태로 인장파괴를 초래하는 인장응력의 한계점이다. 인장강도는 진응력이나 공칭응력을 기반으로 구할 수 있지만, 공칭응력이 제일 흔히 쓰인다.
- 피로강도(en:Fatigue limit)는 주기적인 부하 하의 재료나 구성 요소의 강도 값이며,[7] 보통 정적인 강도보다 측정하기 어렵다. 피로 강도는 응력 강도나 응력 범위({\displaystyle \Delta \sigma =\sigma _{\mathrm {max} }-\sigma _{\mathrm {min} }})로 표현하는데, 보통 평균 응력이 없을 때 사용하며, 응력 상태 하에서 파괴되기까지의 피로 반복 횟수와 함께 사용한다.

- 충격강도(en:Impact strength)는 재료가 갑자기 작용된 하중에 견디는 능력이며 에너지와 관련된 용어로 표현된다. 충격강도는 보통 아이조드 충격 강도 시험(en:Izod impact strength test)이나 샤르피 충격 시험(en:Charpy impact test)으로 측정하는데, 둘다 시료 파괴에 필요한 충격 에너지를 측정한다. 부피, 탄성계수, 힘의 분포, 항복강도가 충격강도에 영향을 끼친다. 재료나 사물이 높은 충격 강도를 가지기 위해선 응력이 사물 전체에 골고루 분포하고, 부피가 크며, 탄성 계수가 낮고, 재료의 항복 강도가 높아야 한다.[8]

### 변형 용어
- 변형(deformation)은 (작용력, 중력장, 가속, 열팽창 등등으로 인해) 재료에 응력이 가해졌을 때 기하학적으로 생겨나는 변화를 의미한다. 변형은 재료의 변위장으로 표현된다.[9]
- 변형률(strain)은 물질장 사이에서 변형이 바뀌는 경향을 표현하는 수학적 용어이다. 변형률은 단위길이 당 변형이다.[10] 단축 하중(uniaxial loading)의 경우에서, 표본(봉 요소 따위)의 변위를 통해, 변위와 표본의 원래 길이의 몫으로 표현되는 변형률의 계산을 유도할 수 있다. 3D 변위장에서는 여섯 개의 독립 요소를 포함한 2차 텐서의 형태를 띈 변위 함수의 도함수로 표현된다.
- 휨은 구조 요소에 작용 하중이 가해졌을 때 변위하는 정도를 묘사하기 위해 사용하는 용어이다.[11]

### 응력과 변화의 관계

장력이 가해진 표본의 기본적인 정역학적 반응

- 탄성은 재료에 가해지던 응력이 사라진 후에 원래의 형태로 돌아가고자 하는 성질이다. 대부분의 재료의 경우, 작용된 응력은 어떤 한계 안에서는 그 결과로서의 변형과 직접적으로 비례하며, 이 두 수치 사이의 관계를 나타내는 그래프는 직선을 그린다.

이 그래프의 경사는 영 계수, 혹은 탄성 계수로 알려져있다. 탄성 계수는 응력-변형 곡선의 선형-탄성 부분에서 응력-변형 관계를 결정하는 데 활용할 수 있다. 선형-탄성 영역은 항복점 미만이거나, 응력-변형 곡선에서 항복점을 쉽게 정의할 수 없다면 0-0.2% 변형 사이로 정의되고, 항복(영구적인 변형)이 발생하지 않는 영역으로도 정의된다.
- 소성 혹은 소성 변형은 탄성 변형의 반대 개념이며 회복불가능한 변형으로 정의된다. 소성 변형은 작용 응력이 해소된 뒤에 생겨난다. 선형-탄성의 범주 안에 들어가는 대부분의 재료는 소성 변형을 일으킬 수 있다. 세라믹과 같은 취성 재료는 소성 변형을 겪지 않으며 상대적으로 낮은 변형에도 깨질 수 있는 반면 금속성 물질, 납, 중합체와 같은 연성 재료는 파괴가 시작되기 훨씬 전부터 소성 변형을 겪는다.

당근과 씹은 풍선껌의 차이를 생각해보자. 당근은 끊어지기 직전까지 거의 늘어나지 않겠지만, 풍선껌은 끊어지기 전에 엄청난 소성 변형을 겪을 것이다.
극한강도는 단순한 어떤 재료로 만든 특정한 표본보다는 재료 그 자체와 관련 있는 특성이며, 단위면적 당 힘(N/m2)의 형태로 쓰인다. 극한 강도는 재료가 부러지거나 약화되지 않고 견딜 수 있는 최대한의 응력이다. 예를 들면 AISI 1018 Steel의 극한 인장 강도(UTS)는 440 MN/m2이다. 일반적으로 응력의 SI 단위는 파스칼인데, 1 Pa = 1 N/m2이다. 응력의 IU 단위는 bf/in²이나 단위 인치당 파운드 힘(en:pounds-force per square inch)로 주어진다. 이는 보통 psi로 축약된다. 1000psi는 ksi로 축악된다.
안전율(en:factor of safety)은 공학적인 구성요소나 구조가 반드시 만족시켜야 하는 설계 기준이다. {\displaystyle FS=UTS/R}에서 FS : 안전율, R : 작용 하중, UTS : 극한 응력이다. (psi or N/m2)
안전한계(en:Margin of Safety) 또한 때때로 설계 기준으로 쓰인다, 이는 MS = 파괴 하중/(안전율 × 예상 하중) − 1 로 정의된다.
예를 들면, 4의 안전율을 만족시키려면, AISI 1018 steel의 허용 응력(allowable stress)은 {\displaystyle R=UTS/FS} = 440/4 = 110 MPa = 110×106 N/m2로 계산될 수 있다. 이러한 허용 응력은 "설계 응력(design stress)", "존재 응력(working stress)"이라고도 불린다.
재료의 극한점이나 항복점의 값에서 유도된 설계 응력은 정역학적 하중이 가해질 때만 안전하고 믿음직하다. 대부분의 기계 부분은 지속적이지 않고 계속해서 변동하는 하중이 가해질 때, 설령 그로 인해 생겨난 응력이 항복점 밑이더라도 파괴된다. 파괴는 항복의 징후가 거의 또는 전혀 없는 상황에서 일어난 취성 균열로 인해 야기된다. 하지만 응력이 "피로 응력" 혹은 "내구 한계 응력" 미만을 유지한다면 부품은 영원히 부러지지 않을 것이다. 순 반전(반복) 응력은 각각의 작동 주기 동안 크기가 같은 음양 최대 응력 사이에서 번갈아 바뀌는 것이다. 순 반복 응력의 경우 평균 응력은 0이다. 부분에 반복 응력, 즉 응력 범위(stress range, Sr)가 가해진다면, 응력의 강도가 재료의 항복 강도보다 낮을지라도 응력 역전(stress reversal, N)의 횟수만큼 응력이 가해진 이후에는 부분의 파괴가 일어나는 것이 관찰되었다. 일반적으로 응력 범위가 높을수록 파괴되기 위한 역전의 횟수는 낮다.

### 파괴 이론
최대 전단 응력 이론(maximum shear stress theory), 최대 법선 응력 이론(maximum normal stress theory), 최대 변형 에너지 이론(maximum strain energy theory), 최대 왜곡 에너지 이론(maximum distortion energy theory)의 네 개의 파괴 이론이 존재한다. 이 네 개의 파괴 이론 중에서, 최대 전단 응력 이론은 취성 재료에만 적용되며, 나머지 세 개의 이론들은 연성 재료에 적용할 수 있다. 나머지 세 개 중에서, 최대 왜곡 에너지 이론은 응력이 가해지는 대부분의 상황에서 제일 정확한 결과를 내놓을 수 있다. 최대 변형 에너지 이론은 부분 재료의 푸아송비 값이 필요한데, 이는 보통 바로바로 알 수는 없다. 최대 전단 응력 이론은 오차가 다소 크다. 단순한 단방향 법선 응력의 경우 모든 이론은 동등한데, 즉 모든 이론이 동일한 결론을 내놓는다.
- 최대 전단 응력 이론 — 이 이론은 부분의 최대 전단 응력이 단축 시험(uniaxial testing)으로 측정한 재료의 전단 강도를 넘어설 때 파괴가 일어난다고 상정한다.
- 최대 법선 응력 이론 — 이 이론은 부분의 최대 법선 응력이 단축 시험으로 측정한 재료의 극한 인장 응력을 넘어설 때 파괴가 일어난다고 상정한다. 이 이론은 취성 재료에만 적용된다. 최대 인장 응력은 극한 인장 응력을 안전율(factor of safety)로 나눈 값 이하여야 한다. 최대 압축 응력은 극한 압축 응력을 안전율로 나눈 값보다 낮아야 한다.
- 최대 변형 에너지 이론 — 이 이론은 작용된 응력으로 인한 단위 부피 당 변형 에너지가 단축 시험으로 측정한 항복점에서의 단위 부피 당 변형 에너지와 동일할 때 파괴가 일어난다고 가정한다.
- 최대 왜곡 에너지 이론 — 이 이론은 변형 에너지 이론, 폰 미제스 헹키 이론(en:von Mises-Hencky theory)으로도 알려져 있다. 이 이론은 작용된 응력으로 인한 단위 부피 당 왜곡 에너지가 단축 시험으로 측정한 항복점에서의 단위 부피 당 왜곡 에너지와 동일할 때 파괴가 일어난다고 상정한다. 변형으로 인한 총 탄성 에너지는 다 부분으로 나뉠 수 있다: 한 부분은 볼륨의 변화를 초래하고, 다른 부분은 형상의 변화를 초래한다. 왜곡 에너지는 형태를 바꾸기 위해 필요한 에너지의 양이다.
- 파괴역학(en:Fracture mechanics)은 앨런 아놀드 그리피스(en:Alan Arnold Griffith)와 조지 랭킨 어윈(en:George Rankine Irwin)이 확립하였으며 numeric conversion of toughness of material in the case of crack existence로도 알려져 있다.
- 파괴과학(Fractology)은 요코보리 타케오가 크리프 파괴 기준 등등의 파괴 법칙들을 비선형적으로 융합할 필요성을 체감하여 제안하였다.

재료의 강도는 그 미세구조에 좌우된다. 재료에 적용되는 공정에 따라 미세구조를 바꿀 수 있다. 재료의 강도를 바꾸는 강화 기제(en:Strengthening mechanisms of materials)에는 가공 경화, 고체 용액 강화(en:solid solution strengthening), 석출 경화(en:precipitation hardening), 결정 입계 강화(en:grain boundary strengthening) 등등이 있으며 질적, 양적으로 설명할 수 있다. 강화 기제는 재료의 몇몇 다른 역학적 특성들이 재료를 더 단단하게 하려는 과정 중에 약화될 수 있다는 문제를 동반한다. 예를 들면, 결정 입계 강화의 경우, 항복 강도가 결정의 크기가 줄어듦에 따라 극대화될 지라도, 결국 결정의 크기가 지나치게 작아지면 재료는 취성을 띄게 된다. 일반적으로, 재료의 항복 강도는 재료의 역학적 강도의 적절한 지표가 된다. 항복 강도는 재료의 소성 변형을 예견하는 변수가 된다는 사실을 같이 고려해볼 때, 공학자는 어떻게 재료의 강도를 그 미세구조적 특성과 예상되는 최종 효과에 따라 강화할 수 있을지에 대한 적절한 결정을 내릴 수 있다. 강도는 파괴를 야기할 수 있는 압축 강도, 인장 강도, 전단 강도의 제한값에 관해서 표현된다. 동역학적 하중의 효과는 아마도 물질의 강도, 특히 피로 문제에 있어 제일 중요한 현실적 고려사항이 될 것이다. 반복적인 하중은 흔히 취성 균열을 야기하고, 이는 파괴가 일어날 때까지 계속해서 번져나간다. 균열은 언제나 응력 집중(en:stress concentration)이 발생할 때, 특히 재료의 강도로서 언급된 것들보다 훨씬 낮은 수준의 공칭 응력에서 구멍, 모서리 근처의 제품의 횡단면이 바뀔 때 생겨난다.

## 같이 보기
- 크리프
- 변형기전도(영어판)
- 동역학
- 피로 (재료)
- 법공학(영어판)
- 파괴역학(영어판)
- 파괴인성(영어판)
- 재료의 특성의 목록#역학적 특성(영어판)
- 재료선정(영어판)
- 분자확산(영어판)
- 비강도(영어판)
- 정역학
- 만능시험기(영어판)

## 참고 문헌
- Gere & Timoshenko, Mechanics of Materials, 4th edition, PWS Publishing Company, 1997, ISBN 0-534-95102-3
- Timoshenko, Strength of Materials, 3rd edition, Krieger Publishing Company, 1976, {{ISBN|0-88275-420-3}
- Fa-Hwa Cheng, Initials. (1997). Strength of material. Ohio: McGraw-Hill
- Mechanics of Materials, E.J. Hearn
- Alfirević, Ivo. Strength of Materials I. Tehnička knjiga, 1995. ISBN 953-172-010-X.
- Alfirević, Ivo. Strength of Materials II. Tehnička knjiga, 1999. ISBN 953-6168-85-5.
- Ashby, M.F. Materials Selection in Design. Pergamon, 1992.
- Beer, F.P., E.R. Johnston, et al. Mechanics of Materials, 3rd edition. McGraw-Hill, 2001. ISBN 0-07-248673-2
- Cottrell, A.H. Mechanical Properties of Matter. Wiley, New York, 1964.
- Den Hartog, Jacob P. Strength of Materials. Dover Publications, Inc., 1961, ISBN 0-486-60755-0.
- Drucker, D.C. Introduction to Mechanics of Deformable Solids. McGraw-Hill, 1967.
- Gordon, J.E. The New Science of Strong Materials. Princeton, 1984.
- Groover, Mikell P. Fundamentals of Modern Manufacturing, 2nd edition. John Wiley & Sons,Inc., 2002. ISBN 0-471-40051-3.
- Hashemi, Javad and William F. Smith. Foundations of Materials Science and Engineering, 4th edition. McGraw-Hill, 2006. ISBN 0-07-125690-3.
- Hibbeler, R.C. Statics and Mechanics of Materials, SI Edition. Prentice-Hall, 2004. ISBN 0-13-129011-8.
- Lebedev, Leonid P. and Michael J. Cloud. Approximating Perfection: A Mathematician's Journey into the World of Mechanics. Princeton University Press, 2004. ISBN 0-691-11726-8.
- Chapter 10 – Strength of Elastomers, A.N. Gent, W.V. Mars, In: James E. Mark, Burak Erman and Mike Roland, Editor(s), The Science and Technology of Rubber (Fourth Edition), Academic Press, Boston, 2013, Pages 473-516, ISBN 9780123945846, 10.1016/B978-0-12-394584-6.00010-8
- Mott, Robert L. Applied Strength of Materials, 4th edition. Prentice-Hall, 2002. ISBN 0-13-088578-9.
- Popov, Egor P. Engineering Mechanics of Solids. Prentice Hall, Englewood Cliffs, N. J., 1990. ISBN 0-13-279258-3.
- Ramamrutham, S. Strength of Materials.
- Shames, I.H. and F.A. Cozzarelli. Elastic and inelastic stress analysis. Prentice-Hall, 1991. ISBN 1-56032-686-7.
- Timoshenko S. Strength of Materials, 3rd edition. Krieger Publishing Company, 1976, ISBN 0-88275-420-3.
- Timoshenko, S.P. and D.H. Young. Elements of Strength of Materials, 5th edition. (MKS System)
- Davidge, R.W., Mechanical Behavior of Ceramics, Cambridge Solid State Science Series, (1979)
- Lawn, B.R., Fracture of Brittle Solids, Cambridge Solid State Science Series, 2nd Edn. (1993)
- Green, D., An Introduction to the Mechanical Properties of Ceramics, Cambridge Solid State Science Series, Eds. Clarke, D.R., Suresh, S., Ward, I.M.Babu Tom.K (1998)